# D-combo
D-combo（ディーコンボ）は2004年まで使用されていたシャープのDVDレコーダーのブランド名である。
2002年に業界初のBSデジタルチューナー搭載の機種(DV-HRD1)を発売し、2004年には業界初の地上デジタルチューナー搭載の機種(DV-HRD2/20/200)を発売した。
2005年以降(DV-HRD3/30/300以降)の地上デジタルチューナー搭載モデルのブランドは液晶テレビと同じAQUOSになっている。

## 機種
- DV-HRD1
- DV-HRD2/20/200